# Henriette Desportes
Pour les articles homonymes, voir Desportes.
Henriette Desportes, née le 18 avril 1877 à Paris 2e et morte le 5 octobre 1951 à Dinan, est une artiste peintre française.

## Biographie
Son père est Édouard Abraham Desportes, un commerçant. Elle grandit dans le quartier du Sentier, entre les rues Réaumur et Poissonnière. Dès son plus jeune âge, la passion d'Henriette pour le dessin et la peinture se manifeste.
Élève de Marcel-André Baschet, Jean Massé et François Schommer, elle vécut essentiellement à Paris dans le quartier du Montparnasse, alors très en vogue dans les milieux artistiques. Sociétaire de la Société des artistes français, elle expose régulièrement au Salon des artistes français de 1899 à 1937 et y obtient une mention honorable en 1901, une médaille de 3e classe en 1903 et une médaille de 2e classe en 1908, année où elle reçoit une bourse de voyage et passe en hors-concours.
En 1905, elle déménage de la rive droite pour s'installer au 144 boulevard du Montparnasse, situé entre la rue Campagne-Première et la Grande Chaumière.
En 1908, Henriette Desportes bénéficie d'une bourse de voyage de la Société des artistes français. Elle part au Maroc, traversant l'Espagne et le détroit de Gibraltar. Entre 1913 et 1914, elle élit domicile à la Villa Mondris à Tanger. Au cours de cette période s'étalant de 1909 à 1915, elle accumule de nombreuses études. De retour à Paris, ces travaux alimentent la création de toiles, dont les sujets sont intimistes avec une exploration méticuleuse de la lumière et des couleurs vives.

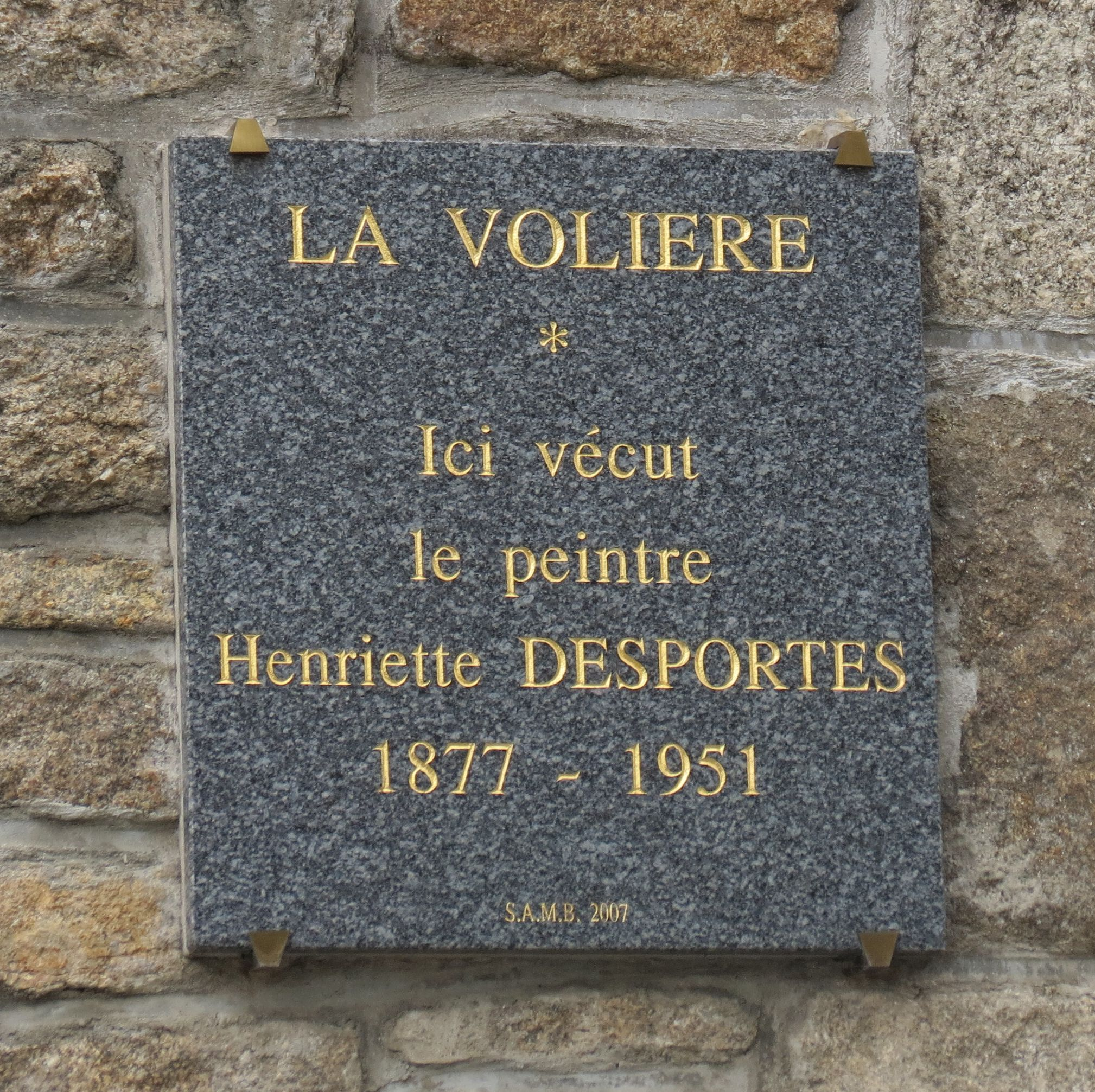
Plaque commémorative sur l'immeuble du 30 rue Aristide-Briand à Dinan.

À partir de 1924, Henriette Desportes quitte Paris pour vivre à Dinan, où elle acquiert la propriété de La Volière, rue Aristide-Briand. En 1927, elle épouse le peintre Georges Capgras dont elle divorce trois ans plus tard. En 1929, elle présente au Salon les toiles Famille arabe, Tanger et A la manière de... Quasimodo.
Le 22 août 1934, elle se rend à Locronan, dans le Finistère, logeant au Vieil Hôtel pour participer à la première réunion du Comité des Beaux-Arts et des artistes de Locronan, ainsi qu'à la fondation de la Société des Amis de Locronan. C'est au cours de cette période qu'elle peint l'œuvre représentant le Bedeau de Locronan, aujourd'hui faisant partie de la collection du peintre Yves Floc’h. En 1938, Henriette Desportes ne soumet plus des œuvres au Salon. Elle continue de peindre jusqu'à la fin de sa vie. Peu de temps avant son décès, elle sollicite l'aide d'Yves Floc’h pour ranger son atelier et, en guise de reconnaissance, lui offre quelques-unes de ses œuvres. Elle meurt le 5 octobre 1951 dans sa maison La Volière, à Dinan, et est inhumée au cimetière de Dinan.
Henriette Desportes est nommées chevalier de la Légion d'honneur. En octobre 2007, une plaque a été apposée sur la maison d'Henriette Desportes, rue Aristide-Briand, à Dinan.

## Expositions
De juillet à septembre 2007, la bibliothèque municipale de Dinan organise une exposition de ses œuvres dinannaises et orientalistes.

## Collections publiques

### Musée de Dinan
Dans les collections du Musée de Dinan, il y a :
- Le prêcheur, 1912 ;
- Le sommeil du nouveau-né, 1912 ;
- Un maure : marchand de poterie, 1912 ;
- Le charmeur de serpent, 1912 ;
- Femme à la table à ouvrage, huile sur toile, 82 x 65 cm, première moitié du XXe siècle ;
- Intérieur de chapelle bretonne, huile sur toile, 64 x 77,5 cm, première moitié du XXe siècle ;
- Discussion sous un arbre, vers 1935
- Portrait d’homme, vers 1935

### Musée Fesch
Dans les collections du Musée Fesch, il y a :
- Israélites tunisiens à la synagogue, Huile sur toile, 213 x 192 cm, avant 1934.

### Musée des Beaux-Arts de Libourne
Dans les collections du Musée des Beaux-Arts de Libourne, il y a :
- Musiciens arabes, huile sur toile, 1913 Musée des Beaux-arts de Libourne[3].